# Bílá Voda
Bílá Voda (in polacco Biała Woda, in tedesco Weißwasser) è un comune della Repubblica Ceca facente parte del distretto di Jeseník, nella regione di Olomouc.